# Флаг Камчатской области
Флаг Камча́тской области — официальный символ Камчатской области, бывшего субъекта Российской Федерации. С 1 июля 2007 года Корякский автономный округ и Камчатская область, слившись, образовали новый субъект Российской Федерации — Камчатский край.

## Описание
«Флаг Камчатской области представляет собой прямоугольное полотнище из двух горизонтальных полос: верхней — белого, нижней — синего цвета.
Соотношение полос по ширине — 2:1. В крыже расположено изображение фигур герба Камчатской области: огнедышащих сопок и волн; сопки изображены чёрными, с красным пламенем, белыми вершинами, окаймлением по краям и дымом, волны — синими и белыми; белые детали изображения (кроме волн) отделены от белого фона полотнища тонкими синими контурами. Отношение ширины флага к его длине — 2:3».